# Comitè d'Alliberament Nacional Khmer
El Comitè d'Alliberament del Poble Khmer (CAPK) (en khmer: Kana Cheat Mouta Keaha Mocchim Nokor Khmer, francès: Comité de libération du peuple khmer) va ser un moviment anticolonial cambodjà, format per elements dels Khmer Issarak l'1 de febrer de 1948. Posteriorment va ser reanomenat Comitè d'Alliberament Nacional Khmer (CANK).
Aquesta organització va néixer amb la intenció de coordinar els esforços de les diferents bandes armades dels Issarak, algunes de les quals estaven finançades per Tailàndia, d'altres eren d'esquerres, i les darreres no eren més que grups de bandits, amb l'objectiu comú de fer front a les forces colonials.

## Història

### Composició
El comitè i les seves "forces armades" van estar liderades per Dap Chhuon, un desertor de l'exèrcit colonial que havia format una milicia amb el suport de Tailàndia. D'altres capitosts del moviment van ser Hong Chhun, antic funcionari de districte de Battambang; Mey Pho, funcionari de palau que posteriorment s'uniria al Partit Comunista Indoxinès; Sieu Heng, practicant de la medicina tradicional de Battambang; Leav Keo Moni, antic venedor de bambú i, com Heng, simpatitzant de l'esquerra; Kao Tak, antic Issarak i, encara abans, mercader de Siem Reap; Mao Sarouth, que esdevindria comissari polític del Comitè, i Hem Savang, el seu representant en afers exteriors. Savang, juntament amb Mey Pho, havien participat quan eren estudiants en l'intent de cop, el 1945, contra el rei Norodom Sihanouk, en el que va ser un intent d'assolir la independència de Cambodja.
Les forces armades del Comitè van oscil·lar entre els 800 homes en el moment de la seva formació, essent les unitats de Chhuon les més nombroses. El Comitè també publicava dos diaris, L'Indépendence (en francès) i Ekareach (en khmer). Van cooperar amb els nacionalistes i d'esquerres vietnamites del Viet Minh, fet que va comportar que un dels principals líders Issaraks, el príncep Norodom Chantaraingsey (un membre de la família reial cambodjana rebel) refusés unir-se al comitè.

### Divisions entre Divisions between the KPLC and the Viet Minh
Cap a finals de 1948 els moviments de resistència khmer havien dividit el territori en quatre xones militars: Dap Chhuon havia de fer-se càrrec del nord-oest. Les altres tres zones estaven dirigides per líders rebels que s'havien unit al Partit Comunista Indoxinès (PCI). De mica en mica, Chhoun va anar quedant aïllat, ja que era l'únic no comunista del CAPK: mentre n'era el líder, quatre dirigents del Comitè van unir-se al PCI o estaven a punt de fer-ho. Per aquest motiu, el CAPK va decidir distanciar-se del Viet Minh i fer canvis en la direcció del moviment.

### Reorganització com a CANK
El 1949 el CAPK va reanomenar-se Comitè d'Alliberament Nacional Khmer (CANK) (en khmer: Kana Kamathikar Khmer Sang Cheat, francès: Comité National Khmer de Libération). Quan la nova direcció va ser nomenada, el gener de 1949, només hi quedaven tres esquerrans reconeguts com a tal: Mey Pho (Informació), Leav Keo Moni (Economia) i Moun (Tresoreria). Durant la primera meitat d'aquell any, l'organització va fragmentar-se entre els qui donaven suport a l'estil autoritari de Chhuon i els qui hi estaven en contra. Leav Keo Moni va marxar, acompanyat d'un centenar de combatens, mentre que Kao Tak ho va fer l'abril de 1949, aquest amb 400 soldats. En tot cas, posteriorment aquests dos capitosts tornarien al CANK.
El juliol Chhuon va fer que Mao Sarouth i Hem Savang fossin assassinats: poc després ell mateix seria apartat del lideratge del CANK. Aquell mateix més Poc Khun va convertir-se en el nou líder de l'organització. Amb Khun va arribar el príncep Chantaraingsey, que finalment s'unia al CANK, convertint-se en el "Cap Suprem de l'Exèrcit". Dap Chhoun, no obstant, es va rendir a les autoritats franceses el setembre de 1949, juntament amb 300 combatents: gràcies a això va obtenir una posició oficial amb les autoritats colonials.